# Aphanobasidium
Aphanobasidium is een geslacht van schimmels behorend tot de familie Pterulaceae. De typesoort is Aphanobasidium subnitens.

## Soorten
Het geslacht telt volgens Index Fungorum in totaal 18 soorten (peildatum maart 2023):
| Soortnaam                       | Auteur(s)                                | Publicatiejaar |
| ------------------------------- | ---------------------------------------- | -------------- |
| Aphanobasidium acanthophoenicis | Boidin & Gilles                          | 2000           |
| Aphanobasidium albidum          | (Hauerslev) Boidin & Gilles              | 1989           |
| Aphanobasidium alpestre         | Boidin & Gilles                          | 2004           |
| Aphanobasidium aurobisporum     | Boidin & Gilles                          | 1989           |
| Aphanobasidium aurora           | (Berk. & Broome) Boidin & Gilles         | 1989           |
| Aphanobasidium biapiculatum     | Boidin & Gilles                          | 2004           |
| Aphanobasidium bicorne          | (Boidin & Duhem) Duhem                   | 2010           |
| Aphanobasidium bisterigmaticum  | Boidin & Gilles                          | 2000           |
| Aphanobasidium bourdotii        | Boidin & Gilles                          | 1989           |
| Aphanobasidium curvisporum      | Boidin & Gilles                          | 2004           |
| Aphanobasidium filicinum        | (Bourdot) Jülich                         | 1979           |
| Aphanobasidium gloeocystidiatum | Duhem                                    | 2010           |
| Aphanobasidium paludicola       | (Hjortstam & P. Roberts) Boidin & Gilles | 2004           |
| Aphanobasidium pseudotsugae     | (Burt) Boidin & Gilles                   | 1989           |
| Aphanobasidium rubi             | (Grosse-Brauckm.) Boidin & Gilles        | 2004           |
| Aphanobasidium sphaerosporum    | Boidin & Gilles                          | 1989           |
| Aphanobasidium subcalceum       | (Litsch.) Stalpers                       | 1996           |
| Aphanobasidium subnitens        | (Bourdot & Galzin) Jülich                | 1979           |